# لیندا گایزر
لیندا گایزر (انگلیسی: Linda Geiser؛ زادهٔ ۱۳ مهٔ ۱۹۳۵) یک هنرپیشه اهل سوئیس است.
از فیلم‌ها یا برنامه‌های تلویزیونی که وی در آن نقش داشته است می‌توان به گروبردار اشاره کرد.